# Rio Cara Su (Eufrates)
Cara Su, Carasu ou Carassu (em turco: Karasu; lit. "água negra") ou Eufrates Ocidental é um longo rio do leste da Turquia, uma das duas fontes do Eufrates. Possui um comprimento de aproximadamente 450 quilômetros. Para os gregos antigos, o rio era conhecido como Teléboas (em grego: Τηλεβόας; romaniz.: Tēlebóas).
O rio nasce no monte Dunlu na província de Erzurum, e escoa nas planícies em torno da cidade de Erzurum. É unido pelo rio Serjeme, flui então para o oeste através da província de Erzinjane, desviando ao sul, em seguida ao oeste e recebendo o afluente Tuzla. Entre Erzinjane e Quemaque, é unido pelo rio Gonie e passa através de um desfiladeiro rochoso. Perto da pequena cidade de Quemalie recebe seu último afluente, o Chaltessuiu, antes de desviar acentuadamente a sudeste para fluir através de um desfiladeiro  profundo  no Lago da barragem de Quebane no Eufrates. Antes da construção da barragem de Quebane, o Cara Su se juntava ao rio Murate a 10 quilômetros acima do local da represa e a 13 quilômetros acima da cidade de Quebane.